# Macaravita
Macaravita – miasto w Kolumbii, w departamencie Santander.